# Radermachera
Radermachera é um género botânico pertencente à família Bignoniaceae, nativa das regiões tropicais e temperadas da Ásia .

## Sinonímia
Lageropyxis

## Espécies
Apresenta 44 espécies:
Radermachera acuminata Radermachera alata Radermachera bipinnata
Radermachera biternata Radermachera boniana Radermachera borii
Radermachera borneensis Radermachera brachybotrys Radermachera bracteata
Radermachera brilletii Radermachera coriacea Radermachera corymbosa
Radermachera eberhardti Radermachera elegans Radermachera elliptica
Radermachera elmeri Radermachera fenicis Radermachera fragrans
Radermachera frondosa Radermachera ghorta Radermachera grandiflora
Radermachera hainanensis Radermachera ignea Radermachera inflata
Radermachera kerrii Radermachera microcalyx Radermachera mindorensis
Radermachera pagetii Radermachera palawanensis Radermachera peninsularis
Radermachera pentandra Radermachera pierrei Radermachera pinnata
Radermachera poilanei Radermachera punctata Radermachera ramiflora
Radermachera sibuyanensis Radermachera sinica Radermachera sorsogonensis
Radermachera stellata Radermachera tonkinensis Radermachera wallichii
Radermachera whitfordii Radermachera xylocarpa Radermachera yunnanensis